# Beato de Arroyo
El Beato de Arroyo, o Beato de San Andrés de Arroyo, es un manuscrito iluminado que contiene el comentario en el Apocalipsis de Beat de Liébana. Fue producido en la primera mitad del XIII (verso 1220), quizás en San Pedro de Cardeña, para el monasterio femenino de San Andrés de Arroyo. Se conserva en la Biblioteca Nacional de Francia en París con la signatura Nouv. Acq. Lat. 2290.

## Descripción
Consta de 166 folios en pergamino, escritos en dos columnas. Los folios miden 440 × 305 mm. Contiene 69 ilustraciones, de las cuales una docena en página entera y un cierto número que ocupan medio o dos tercios del folio. Uno de las miniaturas notables es el mapamundi a doble folio (13v-14r).
El beato está producido con gran lujo, con oro y plata y miniaturas donde domina el azul lapislázuli.
Junto al Beato de Las Huelgas, es de los pocos destinados a un monasterio femenino y uno de los más tardíos, lo que se pone de manifiesto en las miniaturas de estilo ya plenamente románico.

## Historia
El beato se habría conservado en el monasterio de San Andrés de Arroyo hasta 1836, con la desamortización de Mendizábal. La Biblioteca Nacional de Francia lo adquirió en 1882.

Ilustraciones del Beato de Arroyo
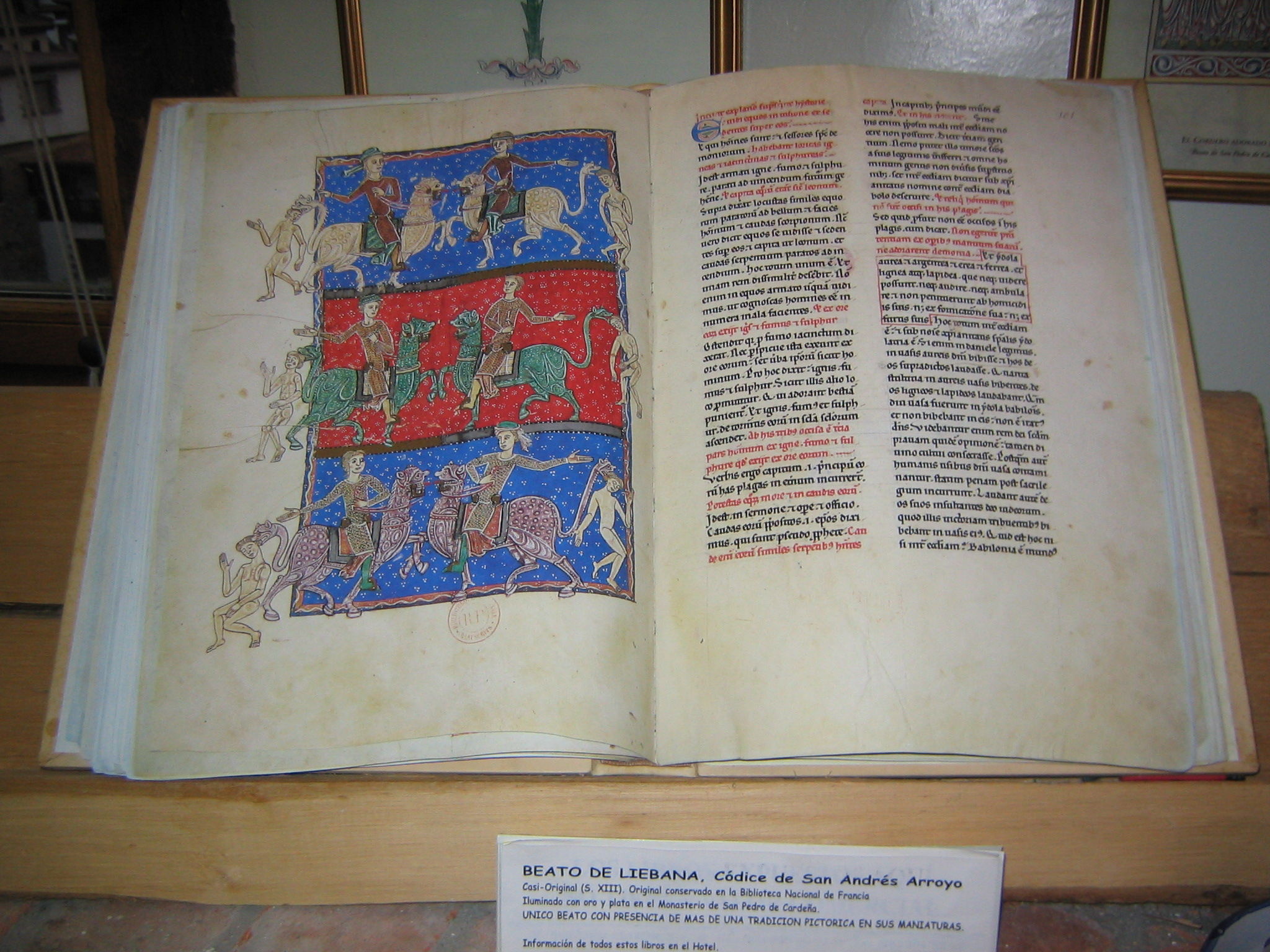
Foli 100v